# Laurent Noël
Pour les articles homonymes, voir Noël (homonymie).
Laurent Noël (19 mars 1920 et mort le 2 juillet 2022) est un homme d'Église canadien qui fut évêque de Trois-Rivières de 1975 à 1996.

## Biographie
Laurent Noël naît à Saint-Just- de Bretenières (Montmagny - Québec) le 19 mars 1920, il a vécu ensuite à Lauzon. Ordonné prêtre le 16 juin 1944. Il est nommé évêque titulaire d'Agathopolis (de) et auxiliaire de l'archidiocèse de Québec le 25 juin 1963. Il a été nommé évêque par Paul VI et consacré à l'épiscopat par Maurice Roy le 29 août 1963 à Québec. Ses co-consécrateurs furent Lionel Audet (de) et Jean-Marie Fortier.
Puis, de 1974 à 1975, il exerce la responsabilité d'administrateur apostolique dans le diocèse de Hauterive. Le 13 décembre 1975, il succède à Georges-Léon Pelletier comme évêque du diocèse de Trois-Rivières. Laurent Noël demeurera en poste jusqu'en 1996.
En 1996, Martin Veillette lui succède en tant qu'évêque de Trois-Rivières.